# Visayablomsterpickare
Visayablomsterpickare (Dicaeum haematostictum) är en ovanlig tätting i familjen blomsterpickare som förekommer i Filippinerna.

## Utseende och läte
Visayablomsterpickaren är en mycket liten tätting, endast tio centimeter lång, som lever i trädkronor. Översidan är blåglänsande svart, undersidan vit mot grått nedåt buken, med ett tydligt svart streck på övre delen av bröstet och en starkt scharlakansröd fläck på mitten av brösten och buken. Näbben är relativt lång och tunn. Den sjunger från en exponerad gren, en serie tunna, ljusa toner.

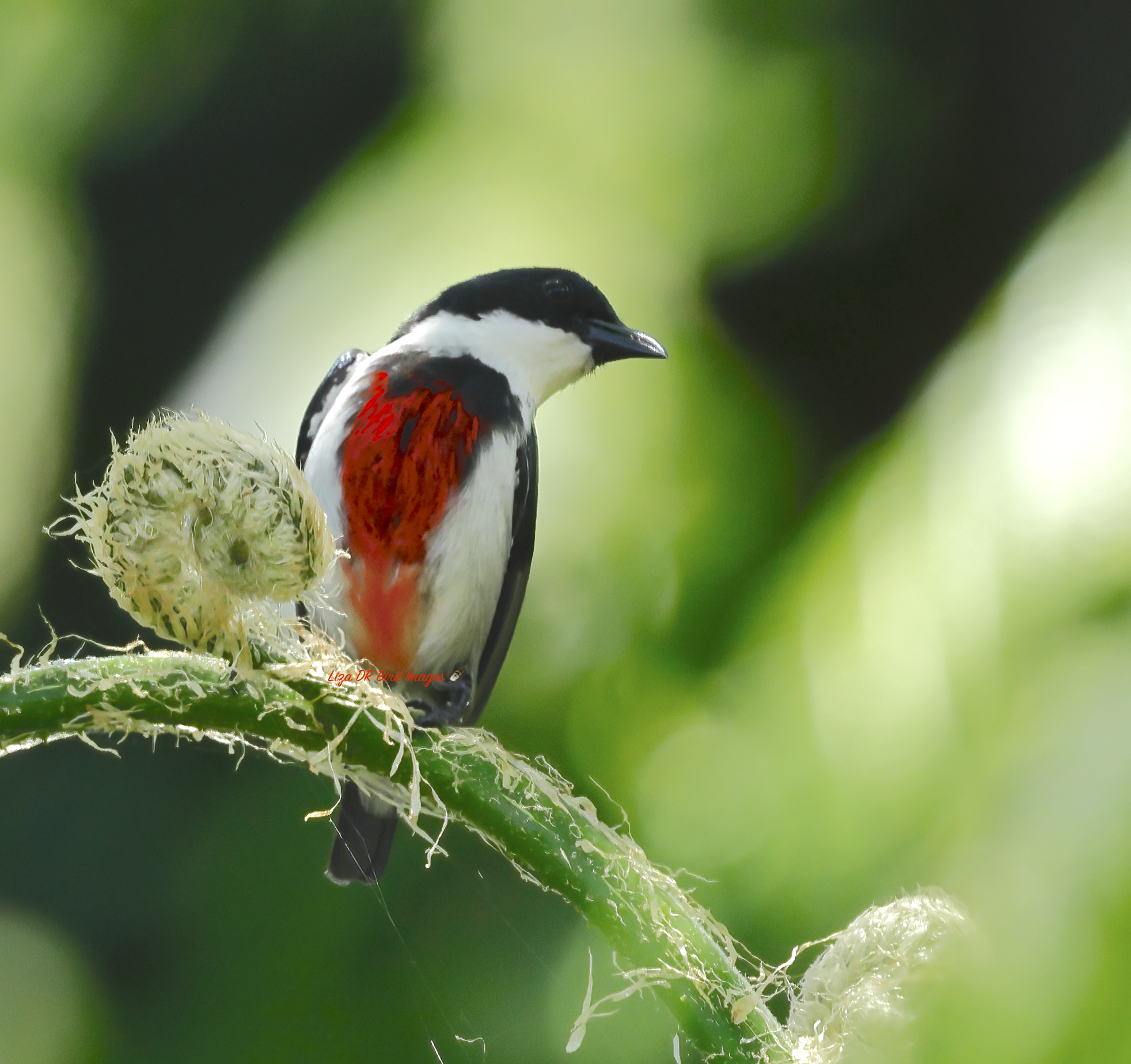

## Utbredning och systematik
Fågeln förekommer i Filippinerna i västra Visaya på Panay och Negros, förmodligen utdöd på Guimaras. Den bildar en superart med rödbukig blomsterpickare (D. australe) och behandlas ibland som underart till denna. Den föreslagna underarten whiteheadi beskriven från berget Canloan på Negros betraktas som omöjlig att skilja från fåglar i andra delar av utbredningsområdet.

## Levnadssätt
Fågeln förekommer mestadels under 1000 meter över havet i olika miljöer som skog, buskmarker och till och med trädgårdar där den besöker fruktbärande eller blommande träd.

## Status och hot
Arten har ett begränsat utbredningsområde, men beståndet tros vara stabilt. Internationella naturvårdsunionen IUCN kategoriserar den som livskraftig.

## Namn
Visayaöarna är en ögrupp i mellersta Filippinerna, som omfattar bland annat öarna Panay, Negros, Cebu och Samar. Fågeln har på svenska även kallats panayblomsterpickare.